# CM-220
La CM-220 es una carretera autonómica de la comunidad autónoma de Castilla-La Mancha que conecta las capitales de las provincias de Albacete y Cuenca. Su recorrido transcurre entre la población albaceteña de La Gineta y la capital conquense. Pertenece a la Red de Carreteras de la Junta de Comunidades de Castilla-La Mancha.
Hasta 2007 era parte del trazado de la N-320, carretera de ámbito nacional que por aquel entonces unía la población madrileña de Venturada con la albaceteña de La Gineta, a través de Guadalajara y Cuenca. Desde entonces, la N-320 finaliza su recorrido en la capital conquense y el tramo entre Cuenca y La Gineta pasó a manos del gobierno autonómico de Castilla-La Mancha, convirtiéndolo en carretera de régimen autonómico y dándole la denominación actual de CM-220.
Así pues, esta carretera mantiene el trazado original del tramo que pertenecía a la N-320, habiendo cambiado el gobierno castellano-manchego simplemente las señalizaciones denominatorias para adecuarlas al nuevo tipo de carretera autonómica y habiendo realizado ciertas mejoras y mantenimiento en el trazado. Este comienza en la población albaceteña de La Gineta, en el enlace de la salida 55 de la autovía A-31. Aunque comienza en ese punto, tanto cuando era parte de la N-320 como desde que se convirtió en carretera autonómica independiente, la idea era unir las ciudades capitales de provincia de Albacete y Cuenca, pero con la existencia de la autovía A-31 (antigua N-430 desdoblada) no se hacía necesario extender la N-320/CM-220 más allá de La Gineta, pues la autovía permite llegar a Albacete desde dicha población en apenas 10-12 minutos (20 kilómetros).

## Recorrido
Durante todo su recorrido, la CM-220 consta de una sola calzada, con un carril para cada sentido de circulación si bien es cierto que en algunos tramos, como por ejemplo subidas a puertos de montaña como el Puerto de la Tórdiga que atraviesa antes de entrar en las cercanías a la capital conquense, o puntos de alta concentración, se habilita un segundo carril auxiliar para facilitar la fluidez del tráfico o el paso por la zona.
A lo largo de sus 116 kilómetros de longitud, atraviesa (o pasa cerca de) las poblaciones de Tarazona de la Mancha, Quintanar del Rey, El Peral, Villanueva de la Jara, Motilla del Palancar, en cuyas inmediaciones se encuentra el enlace con la autovía Madrid-Valencia A-3 y la antigua N-3; Gabaldón, Almodóvar del Pinar, Villar del Saz de Arcas y Arcas. Si contamos con sus puntos de inicio y final, también incluimos el municipio de La Gineta, en Albacete, y la ciudad de Cuenca.